# Patricia Espinar Labián
Patricia "Patri" Espinar Labián (Usánsolo, España, 16 de abril de 1985) es campeona del mundo de pelota mano y referente para el deporte femenino.

## Biografía
Patricia Espinar es una vizcaína licenciada en IVEF y cuenta con formaciones y titulaciones como la de piragüismo, pelota vasca, guía de media montaña, barrancos entre otras. Aunque nació en Usánsolo (Galdácano), lleva años viviendo en Guipúzcoa, San Sebastián, Hernani y en Oyarzun hoy en día. 
Comenzó jugando a fútbol en el Galdakao a los 14 años (1999), después en el CFF Bilbao en la temporada 2002/2003. Continuó en el equipo filial del Athletic Club y en el Barakaldo. También jugó en el Arratia. De 2008 a 2014 jugó en el primer equipo de Oiartzun.
También jugó desde pequeña a pelota mano (hasta juveniles) y con 19 años se pasó a la herramienta (paleta argentina en trinkete y paleta goma en frontón). En 2005 se proclamó campeona del mundo de trinquete. En 2017 también se proclamó campeona del mundo de one wall en el Mundial de la CIJB celebrado en Colombia. Consiguió medalla de oro  en parejas, con Amaia Araiztegi y en individual.
En 2015-16 volvió a la pelota mano y participó en diferentes competiciones llegando a muchas finales y obteniendo txapelas y medallas (Emakume Cup, Jai Alai Tour, Emakume Master Cup, Campeonato de Gipuzkoa, GRABNI, campeonato de Europa de One Wall, Open de Londres de one wall... En el 2018 entre otros campeonatos, jugó la Emakume Master Cup donde quedó finalista en parejas y ganadora de Cuatro y medio.
Desde 2016 imparte formaciones a mujeres de orientación en la montaña e iniciación a la escalada, con el objetivo del empoderamiento de la mujer en deportes de montaña. Así como que obtengan conocimientos, nociones de seguridad, contenidos y formaciones adecuadas para que puedan practicar estas actividades de manera segura y autónoma.  Estos cursos los imparte a través del club que creó en el 2017 Plaza Emakumeak K.K. (Pilota eta Mendiko kirolak), a través de  y en conjunto de ayuntamientos y áreas de igualdad. Labor que considera muy gratificante. 
Ha participado en los programas de la televisión pública vasca (ETB) Basetxea como concursante y en El conquistador del fin del mundo como capitana.
En 2019 ha sido galardona con el premio Zirgari, al empoderamiento y cambio de valores, por sus méritos deportivos y su resistencia para continuar en deportes masculinizados a pesar de la invisibilidad, las renuncias y los impedimentos.
Desde 2019 hasta 2021 también fue presidenta de la Asociación de Mujeres Pelotaris (EPE), colectivo que agrupa a jugadoras federadas de distintas modalidades y de todos los rincones de Euskadi.

## Palmarés
- Campeonato de trinquete en Chile.[9]
- Campeonato one wall:
  - Individual (1): 2017
  - Parejas (1): 2017.
- Emakumeen Master Cup:
  - Cuatro y medio (1): 2018.
  - Pareja (0): 2018 finalista

## Premios
- 2019 Premio Zirgari a la Igualdad en el aparado de  "Empoderamiento y cambio valores", concedido por La Diputación Foral de Bizkaia y BBk por su capacidad deportiva en pelota mano, paleta, fútbol, monte o piragüismo y por su constancia y perseverancia en deportes masculinizados.[10][7]
- 2018 II Premio de Igualdad de Galdakao como reconocimiento a las mujeres deportistas.[11]
- 2018 Homenaje de Galdakao a su regreso de Colombia como campeona del mundo de pelota mano en individual y parejas.[9]